# Henk Peggeman

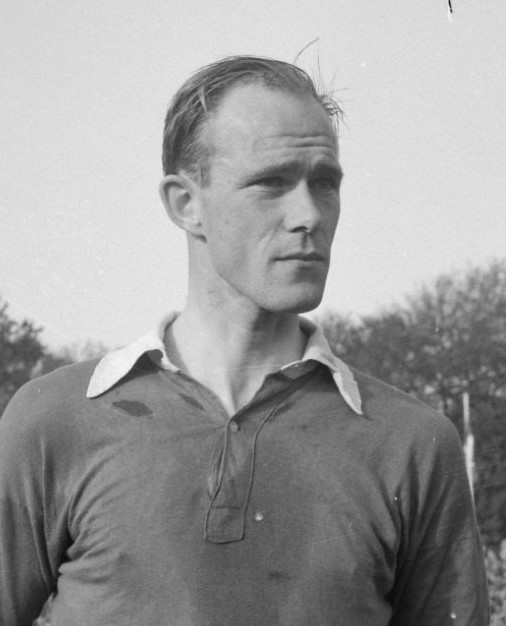

Henk 'Bas' Peggeman (29 december 1931 - 16 augustus 2015) was een Nederlands voetballer. Hij speelde in negen jaar tijd 268 wedstrijden voor Alkmaar '54, het latere AZ. Daarna moest hij vanwege aanhoudende blessures stoppen met voetballen.
Peggeman speelde van 1954 tot en met 1963 voor Alkmaar '54. Hij behoorde tot de ploeg die in het seizoen 1959/60 kampioen werd in de Eerste divisie B, waarmee de club voor het eerst in de historie promoveerde naar de Eredivisie. Hoewel hij Henk heette, werd hij doorgaans Bas genoemd. Dit was een verbastering van de bijnaam die hij als kind had, 'baasje'.
AZ vernoemde een publieksruimte onder de Victorie-tribune in het AFAS Stadion naar Peggeman.